# Francis Eugene George
Francis Eugene George, O.M.I. (1937–2015) là một Hồng y người Hoa Kỳ của Giáo hội Công giáo Rôma. Ông từng đảm nhận vai trò Hồng y Đẳng Linh mục Nhà thờ S. Bartolomeo all’Isola và Tổng giám mục đô thành Tổng giáo phận Chicago trong suốt 17 năm, từ năm 1997 đến năm 2014.
Vốn là một giáo sĩ trong vai trò lãnh đạo giáo hội địa phương, ông từng đảm trách vai trò khác nhau trước khi tiến đến trở thành Tổng giám mục đô thành Chicago, cụ thể, ông từng giữ các chức vụ: Giám mục chính tòa Giáo phận Yakima (1990–1996), Tổng giám mục đô thành Tổng giáo phận Portland in Oregon (1996–1997). Ngoài lãnh đạo các giáo phận được bổ nhiệm, ông còn đảm nhận nhiều vị trí quan trong tại Hội đồng giám mục quốc gia như: Phó Chủ tịch Hội đồng Giám mục Hoa Kỳ (2004–2007), Chủ tịch Hội đồng Giám mục Hoa Kỳ (2007–2010). Ông được vinh thăng Hồng y ngày 21 tháng 2 năm 1998, bởi Giáo hoàng Gioan Phaolô II.

## Tiểu sử
Hồng y Francis Eugene George sinh ngày 16 tháng 1 năm 1937 tại Chicago, bang Illinois, Hoa Kỳ. Sau quá trình tu học dài hạn tại các cơ sở chủng viện theo quy định của Giáo luật, ngày 21 tháng 12 năm 1963, Phó tế George, 26 tuổi, tiến đến việc được truyền chức linh mục. Cử hành nghi thức truyền chức cho tân linh mục là giám mục Raymond Peter Hillinger, giám mục phụ tá Tổng giáo phận Chicago, Illinois. Tân linh mục là thành viên linh mục đoàn Dòng Truyền giáo Vô Nhiễm Mẹ Maria (viết tắt là O.M.I.).
Sau 27 năm thi hành các công việc mục vụ với thẩm quyền và cương vị của một linh mục, ngày 10 tháng 7 năm 1990, Tòa Thánh loan tin Giáo hoàng đã quyết định tuyển chọn linh mục Francis Eugene George, 53 tuổi, gia nhập Giám mục đoàn Công giáo Hoàn vũ, với vị trí được bổ nhiệm là Giám mục chính tòa Giáo phận Yakima. Lễ tấn phong cho vị giám mục tân cử được tổ chức sau đó vào ngày 21 tháng 9 cùng năm, với phần nghi thức chính yếu được cử hành cách trọng thể bởi 3 giáo sĩ cấp cao, gồm chủ phong là Tổng giám mục Agostino Cacciavillan, Quyền Sứ thần Tòa Thánh tại Kenya; hai vị giáo sĩ còn lại, với vai trò phụ phong, gồm có giám mục Roger Lawrence Schwietz, O.M.I., giám mục chính tòa Giáo phận Duluth, Minnesota và Giám mục William Stephen Skylstad, giám mục chính tòa Giáo phận Spokane, Washington. Tân giám mục chọn cho mình khẩu hiệu CHRISTO GLORIA IN ECCLESIA.
Sau 6 năm thi hành các công việc mục vụ với quyền và nghĩa vụ giám mục chính tòa Yakima, Giám mục George được Tòa Thánh thăng Tổng giám mục, qua việc bổ nhiệm giám mục này làm Tổng giám mục đô thành Tổng giáo phận Portland in Oregon. Thông báo về việc bổ nhiệm này được công bố cách rộng rãi vào ngày 30 tháng 4 năm 1996. Tân Tổng giám mục đã đến cử hành các nghi thức nhận nhà thờ hiệu tòa của mình vào ngày 27 tháng 5 cùng năm.
Chưa đầy một năm sau đó, Tòa Thánh quyết định thuyên chuyển Tổng giám mục George đến nhiệm sở mới, Tổng giáo phận Chicago, với vị trí được bổ nhiệm tương đương tại nhiệm sở cũ, Tổng giám mục đô thành. Tin tức về việc bổ nhiệm này được công bố vào ngày 7 tháng 4 năm 1997. Tân Tổng giám mục nhanh chóg nhận giáo phận mới của mình vào ngày 7 tháng 5 cùng năm.
Bằng việc tổ chức công nghị Hồng y năm 1998 được cử hành chính thức vào ngày 21 tháng 2, Giáo hoàng Gioan Phaolô II đưa ra quyết định vinh thăng Tổng giám mục Francis Eugene George tước vị danh dự của Giáo hội Công giáo, Hồng y. Tân Hồng y thuộc Đẳng Hồng y Linh mục và Nhà thờ Hiệu tòa được chỉ định là Nhà thờ S. Bartolomeo all’Isola.
Ngoài lãnh đạo các giáo phận được bổ nhiệm, ông còn đảm nhận nhiều vị trí quan trong tại Hội đồng giám mục quốc gia như: Phó Chủ tịch Hội đồng Giám mục Hoa Kỳ, từ năm 2004 đến khi được bầu chọn làm Chủ tịch Hội đồng Giám mục Hoa Kỳ năm 2007. Ông giữ chức vị Chủ tịch này đến năm 2010.
Ngày 20 tháng 9 năm 2014, Tòa Thánh chấp thuận đơn xin từ nhiệm của ông, vì lý do tuổi tác, theo Giáo luật. Ông qua đời vào ngày 17 tháng 4 năm 2015, hưởng thọ 75 tuổi.